# Jerry Unser
Jeremy Michael „Jerry” Unser Jr (ur. 15 listopada 1932 roku w Colorado Springs, zm. 17 maja 1959 roku w Indianapolis) – amerykański kierowca wyścigowy.
Pochodził z rodziny o tradycjach wyścigowych, związanej głównie z serią Indy Car. Jego ojciec, dwa wujkowie, dwaj bracia, syn oraz dwóch bratanków również startowali w wyścigach samochodowych.
Najstarszy z trójki braci; dwaj pozostali Al i Bobby w późniejszych latach łącznie wygrali siedem edycji Indianapolis 500.
Jerry jako pierwszy z braci wziął udział w słynnym wyścigu (1958), jednak debiut zakończył się w zbiorowym karambolu, zainicjowanym przez piruet Eda Elisiana. Miał sporo szczęścia, bowiem jego samochód przeleciał nad zewnętrzną ścianę toru i lądował na nieużytkach; Unser doznał jedynie niegroźnej kontuzji ramienia.
2 maja 1959 roku podczas jednego z pierwszych treningów przed kolejną edycją Indianapolis 500, Unser rozbił się w zakręcie numer cztery. Samochód wykonał kilka salt na prostej startowej i stanął w płomieniach. Kierowca zmarł wskutek obrażeń w szpitalu dwa tygodnie później. Pozostawił żonę Jeanne oraz dwóch synów: Jerry'ego III oraz Johnny'ego.
Po wypadku Unsera, USAC nakazał wszystkim kierowcom noszenie ognioodpornych kombinezonów.

## Starty w Indianapolis 500
| Rok  | Nadwozie     | Silnik      | Start | Wynik | Uwagi   |
| ---- | ------------ | ----------- | ----- | ----- | ------- |
| 1958 | Kurtis Kraft | Offenhauser | 24    | 31    | Wypadek |